# Kasteel Duurstede
Kasteel Duurstede is een middeleeuws kasteel in de stad Wijk bij Duurstede (Nederlandse provincie Utrecht).

## Geschiedenis

### Oorsprong en ontwikkeling

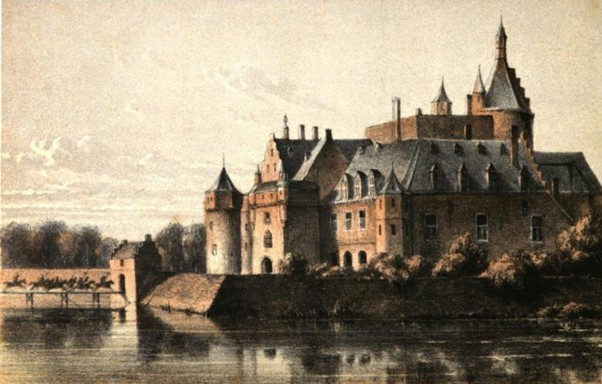
Kasteel Duurstede in volle glorie

De geschiedenis van het kasteel gaat terug tot de vroege 13e eeuw toen de graaf van Bentheim een versterkt huis, gelegen nabij de plek waar vroeger Dorestad lag, in leen gaf aan het geslacht van Abcoude. De donjon, de zware bakstenen woontoren (die er nu ook nog staat) is volgens recente inzichten gebouwd tussen 1220 en 1240 door de familie Van Zuylen van Abcoude.
Het huis bleef tot 1449 in het bezit van het geslacht van Abcoude, toen werd het onder dwang verkocht aan de bisschop van Utrecht en kwam uiteindelijk in het bezit van het Sticht.
Bisschop David van Bourgondië, die het kasteel tussen 1459 en 1496 in bezit had, liet het kasteel grondig verbouwen. Hierbij werd de oude donjon volledig ingesloten door nieuwbouw. Tijdens deze verbouwing werd ook de nu nog intacte Bourgondische toren gebouwd. De opvolgers van David, Frederik IV van Baden en Filips van Bourgondië, gebruikten het kasteel ook als hun residentie.
De laatste grote uitbreiding van het kasteel vond plaats in 1577. Toen werd er een aarden, gebastionneerde omwalling om het kasteel opgeworpen.

### Neergang en verval
Hoewel het kasteel in 1640 nog in goede staat verkeerde, verviel het ergens in de tweede helft van de 17e eeuw compleet tot een ruïne. Op een prent uit 1700 blijkt dat er al niet veel meer over was van het eens zo trotse gebouw. Deze teloorgang was het gevolg van bezuinigingen en verwaarlozing van de kant van het Sticht, en door vernielingen door Franse troepen tijdens het rampjaar 1672.

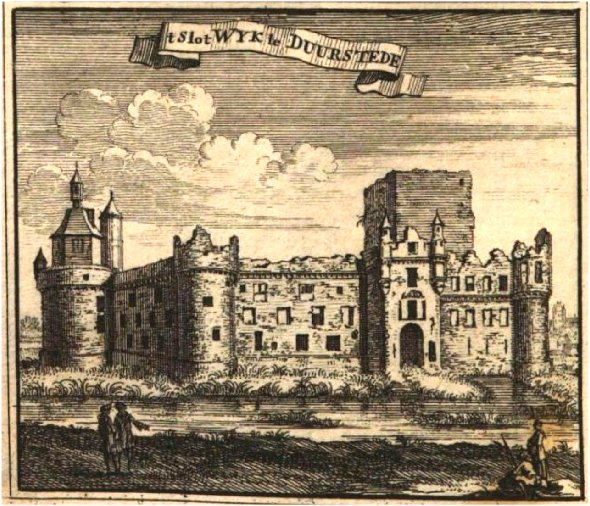
Het vervallen slot in 1756

Een algemeen misverstand berust op de aanname dat de Franse troepen Kasteel Duurstede vernield zouden hebben. Het Kasteel, dat geen directe bedreiging vormde, is ongemoeid gelaten door de Franse troepen. Als gevolg van de zware vernielingen van Wijk bij Duurstede zijn de stenen van het toentertijd vervallen Kasteel Duurstede hergebruikt voor de wederopbouw van de stad.

## Beschrijving

### De Donjon
De oude donjon van Zweder van Abcoude heeft door zijn uiterst robuuste constructie de tand des tijds redelijk goed doorstaan, en is nu nog een uitstekend voorbeeld van een middeleeuwse woontoren. De muren zijn twee en een halve meter dik; de oorspronkelijke ingang lag op de tweede verdieping en was bereikbaar via een houten trap die in tijden van nood gesloopt of afgebrand kon worden.

### De Bourgondische toren

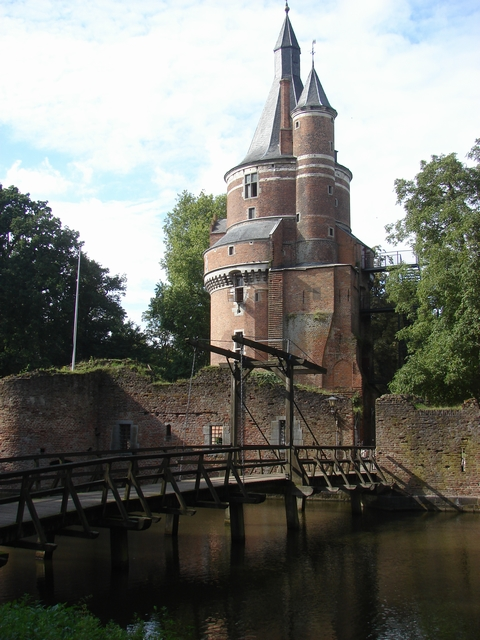
De 15e-eeuwse Bourgondische toren

Een van de hoektorens van het oude kasteel werd tijdens de 15e eeuw uitgebouwd tot de nu nog steeds bestaande Bourgondische toren. Waar de rest van het kasteel aan het einde van de Middeleeuwen meer weg had van een luxe slot, was de Bourgondische toren overduidelijk een bouwwerk met een militaire functie. De Bourgondische toren bevat een zeldzaam soort mezekouw. Met zijn hoogte van meer dan veertig meter en zeer dikke muren is de toren vandaag de dag nog zeer imposant.

### Overige bouwdelen
Aan het begin van de 20e eeuw zijn de overige resten van het gebouw geconsolideerd en opgemetseld tot een kleine hoogte boven het maaiveld, zodat nu ook nog een idee te vormen is over hoe omvangrijk het kasteel vroeger was. Naast de vroegere toegangspoort is er nog wat hoger oprijzend muurwerk te vinden, behorend tot de buitenmuur, en een hoektoren.

### Omwalling
De gebastionneerde omwalling is nog aanwezig en is in de 19e eeuw omgevormd tot een park.

## Film- en tv-opnames
Kasteel Duurstede werd gebruikt in onder meer de volgende film- en tv-opnames:
- 'De Diamant' van Bassie en Adriaan.
- Het Monster van Toth in 1999, een Telekidsfilm met in de hoofdrollen Carlo Boszhard en Irene Moors.
- De binnenopnames als Spaans kasteel van De Club van Sinterklaas & Paniek in de Confettifabriek (2006).
- Landelijke intocht van Sinterklaas in 1998.

Kasteel Ter Aa (Breukelen) ·
Aastein ·
Slot Abcoude ·
Amaliastein ·
Nieuw-Amelisweerd ·
Oud-Amelisweerd ·
Kasteel Amerongen ·
Kasteel Batestein (Harmelen) ·
Kasteel Batestein (Vianen) · 
De Beest ·
Bergestein ·
Beverweerd ·
Blasenburg ·
Blikkenburg ·
Blommesteyn ·
Bolenstein ·
Bolsweerd ·
Bottestein ·
Kasteel Broekhuizen ·
Bruinenburg ·
Huis Cammingha ·
Clarenborg ·
Coelhorst ·
De Batau ·
Dompselaer ·
Huis Doorn ·
Drakenburg (kasteel) ·
Drakensteyn ·
Kasteel Duurstede ·
Huis Ter Eem ·
Eijkelenburg ·
Emmickhuizen ·
Den Engh ·
Essenstein ·
Everstein (Everdingen) ·
Everstein (Jutphaas) ·
Den Eyck ·
Galesloot ·
Kasteel Geerestein ·
Gildenborgh ·
Kasteel Ten Goye ·
Grauwert ·
Grijpestein ·
Groenestein (Langbroek) ·
Kasteel Groeneveld (Baarn) ·
Groenewoude (Woudenberg) ·
Gunterstein ·
Kasteel de Haar ·
Kasteel Hagestein ·
Hamtoren ·
Kasteel Hardenbroek ·
Huis Harmelen ·
Ridderhofstad Heemstede ·
Kasteel Heemstede ·
Heimenberg ·
Heimerstein ·
Huis Herlaar ·
Ter Heul ·
Heulestein ·
Hindersteyn ·
Kasteel Ter Horst (Achterberg) ·
Isselt ·
Kasteel IJsselstein ·
Jagenstein ·
Kersbergen ·
Killestein ·
Kronenburg (kasteel) ·
Kasteel Levendaal ·
Lichtenberg (Woudenberg) ·
Lievendaal (Amerongen) ·
Landgoed Linschoten ·
Kasteel Linschoten ·
Lockhorst ·
Kasteel Loenersloot ·
Kasteel Lunenburg ·
Huis Maarsbergen ·
Marckenburg ·
Ter Meer ·
Ter Mey (Haarzuilens) ·
Huis te Mijdrecht ·
Huis te Mijnden ·
Kasteel Moersbergen ·
Kasteel Montfoort ·
Natewisch ·
Te Nesse ·
Kasteel Nijenrode ·
Nijenstein ·
Nijeveld ·
Noordwijk (Langbroek) ·
Huis te Oosterwijk ·
Oostwaard (Utrecht) ·
Op de Bol ·
Oud-Broekhuizen ·
Ridderhofstad Oudaan ·
Huis Oudegein ·
Oudenhorst ·
Plettenburg (kasteel) ·
Huis De Polle ·
Prattenburg ·
Kasteel Putkop ·
Randenbroek (park) ·
Remmerstein ·
Kasteel Renswoude ·
Rhijnauwen ·
Kasteel Rhijnestein ·
Huis Riebeek ·
Kasteel Rijnenburg ·
Rijnestein ·
Rijneveld ·
Kasteel Rijnhuizen ·
Rijningen ·
Huis Rijnsweerd ·
Rijpickerwaard · 
Kasteel Rijsenburg ·
De Roetert ·
Rumelaar ·
Kasteel Ruwiel ·
Royestein ·
Kasteel Sandenburg ·
Kasteel Schalkwijk ·
Kasteel Schonauwen ·
Schurenburg ·
Snaafburg ·
Snellenburg ·
Paleis Soestdijk ·
Steenhuis (Lopik) ·
Kasteel Sterkenburg ·
Stormerdijk ·
Landgoed Stoutenburg ·
Ten Massche ·
Valkenburg (Rhenen) ·
Huis te Velde ·
Kasteel Veldenstein ·
Hofstede te Vliet ·
Huis te Vleuten ·
Huis te Vliet (Lopik) ·
Huis te Vliet (Oudewater) ·
Vogelpoel ·
Huis te Voorn ·
Vredelant ·
Vronestein ·
Vuijlcop ·
Kasteel Walenburg ·
Wayenstein (Amerongen) ·
Kasteel Weerdenburg ·
Weerdesteyn ·
Weerestein ·
Hof ter Weyde ·
Wickenburgh ·
Wijnestein ·
Wiltenburg (Utrecht) ·
Kasteel van Woerden ·
Huis Woudenberg ·
Huis te Woudenberg (I) ·
Huis te Woudenberg (II) ·
Wulven ·
Kasteel Oud-Wulven ·
Wulvenhorst ·
Slot Zeist ·
Kasteel Zuilenburg ·
Zuileveld ·
Slot Zuylen ·
Huis Zuylenstein